# Войщиця
Войщиця (словен. Vojščica) — поселення на південний схід від Костанєвиці-на-Красу в общині Мирен-Костанєвиця, Регіон Горишка, Словенія, біля кордону з Італією. Висота над рівнем моря: 302,6 м.